# Crema gianduia

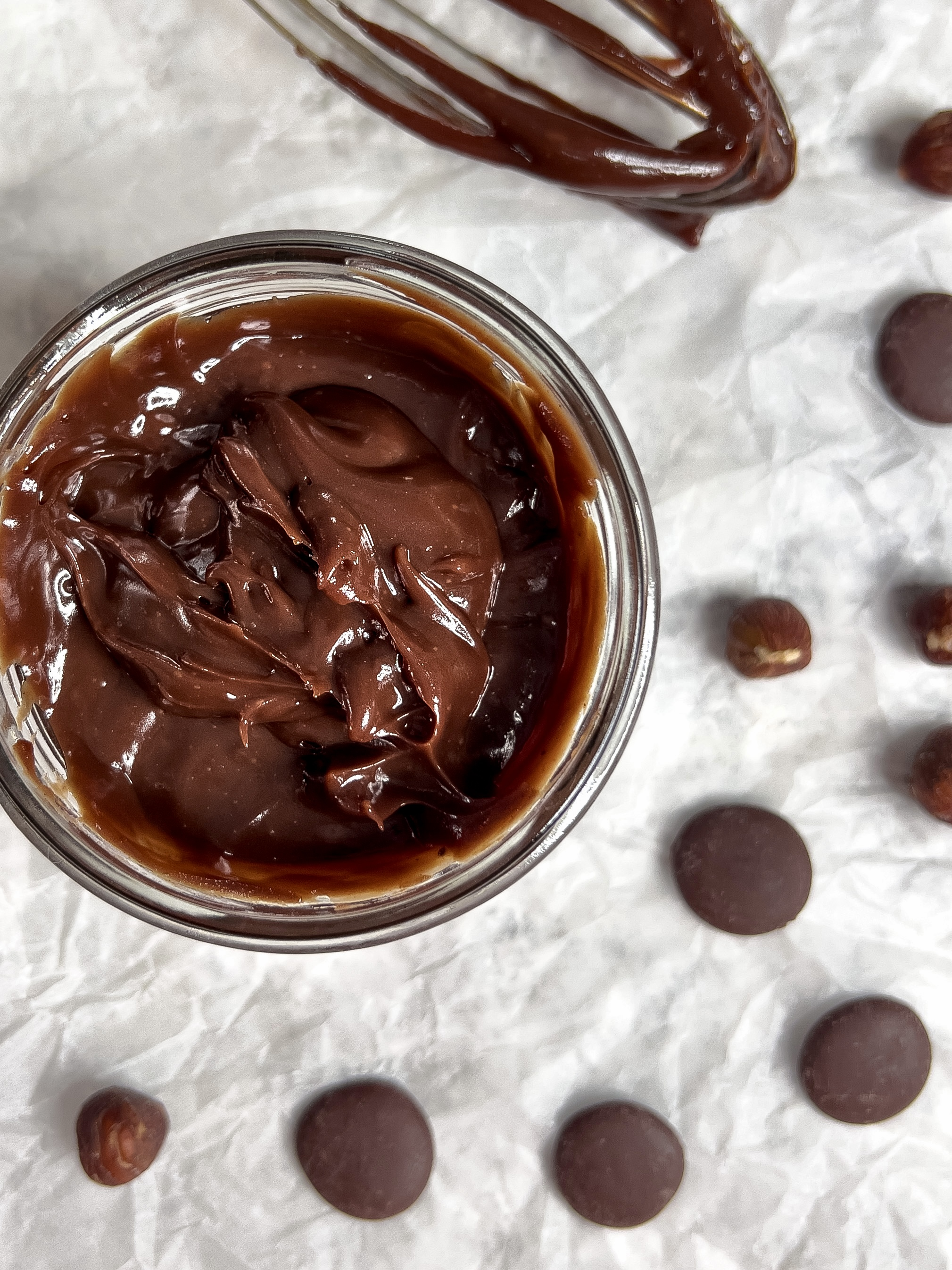
Crema gianduia fatta in casa

La crema gianduia (o gianduja) è una crema spalmabile derivata dall'omonimo cioccolato, nata a Torino nel XIX secolo.

## Ingredienti
Gli ingredienti principali, necessari a conferire il caratteristico sapore alla crema, sono il cacao e la pasta di nocciole; ma la ricetta storica, nonché più diffusa, prevede anche l'aggiunta del latte. Nelle produzioni industriale è frequente che il latte sia in polvere e che una parte delle nocciole o della loro componente più grassa venga sostituita da grassi meno costosi come olio di palma od olio di girasole, oppure da grassi sempre diversi da quelli della nocciola ma comunque più pregiati come il burro di cacao.

## Produttori[2][3]

### In Italia
I produttori di crema gianduia sono diffusi in tutto il mondo. In Italia sono molti i prodotti ad essere o essere stati presenti sul mercato, tra cui:
- "Crema Novi", della Novi.
- "Nocciolata", della Rigoni di Asiago.
- "Ergo Spalma", della Plasmon (linea ragazzi).
- "Dolcecrema Cosimar", della Cosimar srl.
- "Ciao Crem", della Star.[4]
- "Genuita", della Motta.
- "Gianduia 1865", della Caffarel.
- "Nutella", della Ferrero.
- "Nutkao", dell'omonima società.
- "Crema Lindt", della Lindt.
- "Cremita", della Barzetti.
- "Nutrì", della Pernigotti.
- "Fior di nocciola", della Gandola.
- "DolCrem", della Socado.
- "Ciocovella", della società svizzera Wander AG.

Numerosi discount propongono ad oggi creme spalmabili, alcune delle quali nel formato "bicolore".

### Nel mondo
Nel mondo, altri marchi godono di largo successo. Tra questi:
- "Merenda", in Grecia: il nome è stato preso proprio dall'originale italiano per indicare appunto uno spuntino della prima colazione.
- "Nocilla", in Spagna, prodotto dominante nel mercato iberico.
- "Nudossi", in Germania Est: è un prodotto tedesco, ancora venduto nei land orientali, ma quasi sconosciuto nella parte Ovest.
- "Milky Way", negli Stati Uniti, crema da spalmare bicolore marrone e bianca, al gusto di nocciola e cioccolato, prodotta dalla Mars.
- "Alpella", in Turchia, prodotta dal colosso alimentare turco Ülker.
- "Sweet William", in Australia, una crema spalmabile priva di latticini e nocciole.
- "Choconutta" e "Hazella", in Canada.
- "Biscochoc", in Nuova Caledonia.
- "Krunchy Cream", in Svizzera; è una crema contenente dei corpuscoli croccanti.